# ままかりずし

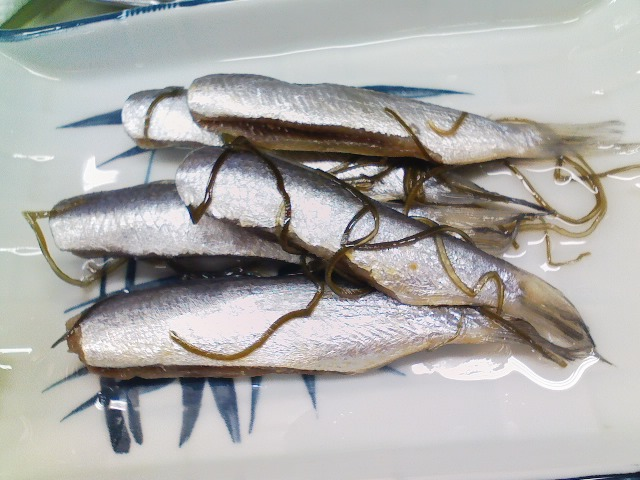
ままかり

ままかりずし（表記として「ままかり寿司」、「ままかり鮨」もあり）は岡山県瀬戸内海沿岸地域の郷土料理。
ままかりと呼ばれるサッパの酢漬けを丸めた酢飯に乗せた料理である。
岡山県ではサッパを酢漬け、刺身、塩焼きなどさまざまに調理して食している。ままかりずしはそういったサッパを利用した料理の1種である。
日常的にも食されるが、ハレの日の御馳走として代表的な料理の1つであり、岡山の祭りや家族の祝い事には欠かせない料理である。
かつては、各家庭で作って食する料理であったが、ばらずしと同様に家庭で作られる機会は減り、料理屋で食べる料理となっている。